# Leichtathletik-Weltmeisterschaften 2013/800 m der Frauen

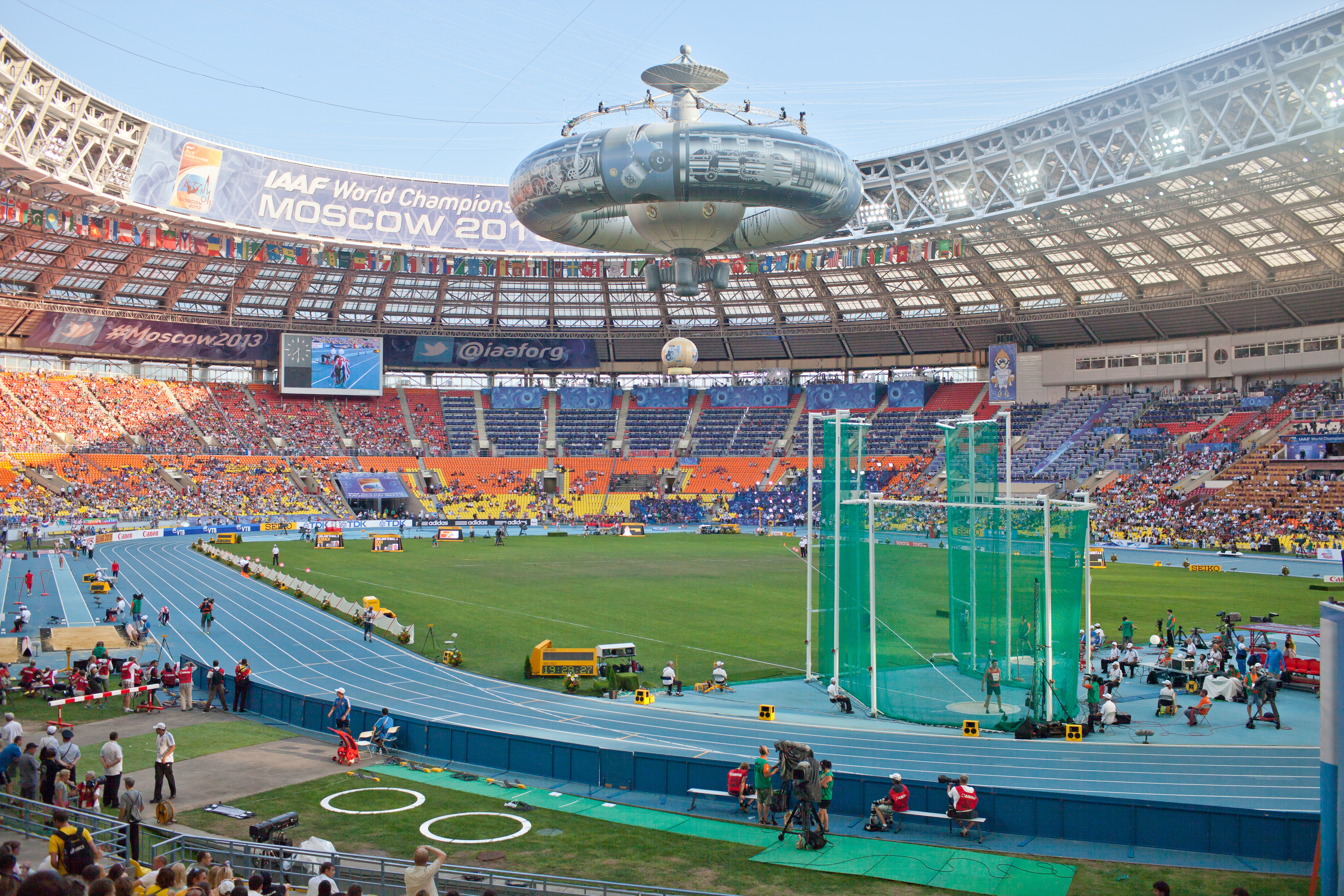
Das Olympiastadion Luschniki während der Weltmeisterschaften

Der 800-Meter-Lauf der Frauen bei den Leichtathletik-Weltmeisterschaften 2013 wurde vom 16. bis 18. August 2013 im Olympiastadion Luschniki der russischen Hauptstadt Moskau ausgetragen.
In diesem Wettbewerb errangen die US-amerikanischen Läuferinnen mit Silber und Bronze zwei Medaillen. Weltmeisterin wurde die kenianische Vizeafrikameisterin von 2012 Eunice Jepkoech Sum. Silber ging an Brenda Martinez. Wie bei den Weltmeisterschaften 2011 gab es Bronze für Alysia Montaño, frühere Alysia Johnson.

## Bestehende Rekorde
| Weltrekord | 1:53,28 min | Jarmila Kratochvílová | München, BR Deutschland       | 26. Juli 1983  |
| WM-Rekord  | 1:54,68 min | Jarmila Kratochvílová | WM 1983 in Helsinki, Finnland | 9. August 1983 |

Der seit den ersten Weltmeisterschaften 1983 bestehende WM-Rekord überstand auch die Veranstaltung hier in Moskau. Im schnellsten Rennen, dem Finale, blieb Weltmeisterin Eunice Jepkoech Sum aus Kenia, genau 2,70 s über diesem Rekord.

## Vorrunde
Die Russin Marija Sawinowa, ursprüngliche Silbermedaillengewinnerin, wurde auf eine Initiative der IAAF hin wegen des Verstoßes gegen die Antidopingbestimmungen vom Internationalen Sportgerichtshof CAS mit einer Sperre von vier Jahren belegt. Alle ihre vom 26. Juli 2010 bis 19. August 2013 erzielten Resultate wurden gestrichen.
Benachteiligt wurden dadurch insgesamt drei Athletinnen, jeweils eine im Finale, Halbfinale und Vorlauf. Auf der Grundlage der erzielten Resultate waren dies:
- Alysia Montaño, USA – Sie erhielt ihre Bronzemedaille mit einer mehrjährigen Verspätung und konnte nicht an der Siegerehrung teilnehmen. Sie war schon zum zweiten Mal betroffen. Auch bei den Weltmeisterschaften 2011 war sie zunächst als Vierte eingestuft worden, auch dort war die weit verspätete Disqualifikation der gedopten Marija Sawinowa Grund für diese Benachteiligung. Hier in Moskau, zwei Jahre nach den Weltmeisterschaften in Daegu, wurde Alysia Montaño für das damalige Finale immer noch auf Rang vier geführt.
- Rose Mary Almanza, Kuba – Ihr wurde als Drittplatzierte des zweiten Halbfinales die Finalteilnahme vorenthalten.
- Angela Smit, Neuseeland – Sie hatte sich mit ihrem Ergebnis aus dem zweiten Vorlauf über die Zeitregel für das Halbfinale qualifiziert, konnte dort jedoch nicht starten.

Die Vorrunde wurde in vier Läufen durchgeführt. Die ersten drei Athletinnen pro Lauf – hellblau unterlegt – sowie die darüber hinaus vier zeitschnellsten Läuferinnen – hellgrün unterlegt – qualifizierten sich für das Halbfinale.

### Vorlauf 1

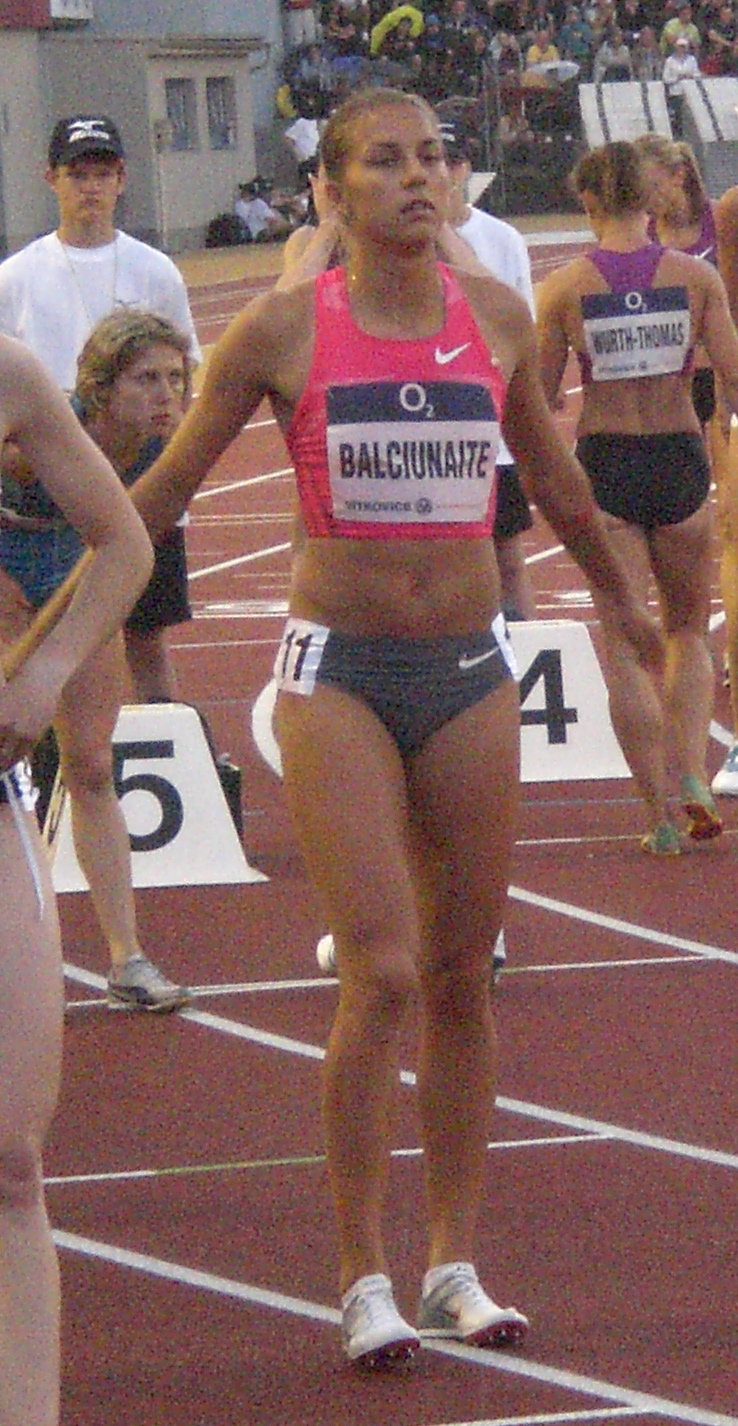
Eglė Balčiūnaitė – ausgeschieden als Siebte in 2:08,77 min

15. August 2013, 9:55 Uhr
| Platz | Name                    | Nation         | Zeit (min)                            |
| ----- | ----------------------- | -------------- | ------------------------------------- |
| 1     | Brenda Martinez         | USA            | 1:59,39                               |
| 2     | Marilyn Okoro           | Großbritannien | 1:59,43                               |
| 3     | Winny Chebet            | Kenia          | 1:59,58                               |
| 4     | Maryna Arsamassawa      | Belarus        | 1:59,60                               |
| 5     | Marta Milani            | Italien        | 2:02,41                               |
| 6     | Karine Belleau-Béliveau | Kanada         | 2:02,93                               |
| 7     | Eglė Balčiūnaitė        | Litauen        | 2:08,77                               |
| DOP   | Marija Sawinowa         | Russland       | 1:59,44 für das Halbfinale zugelassen |

### Vorlauf 2

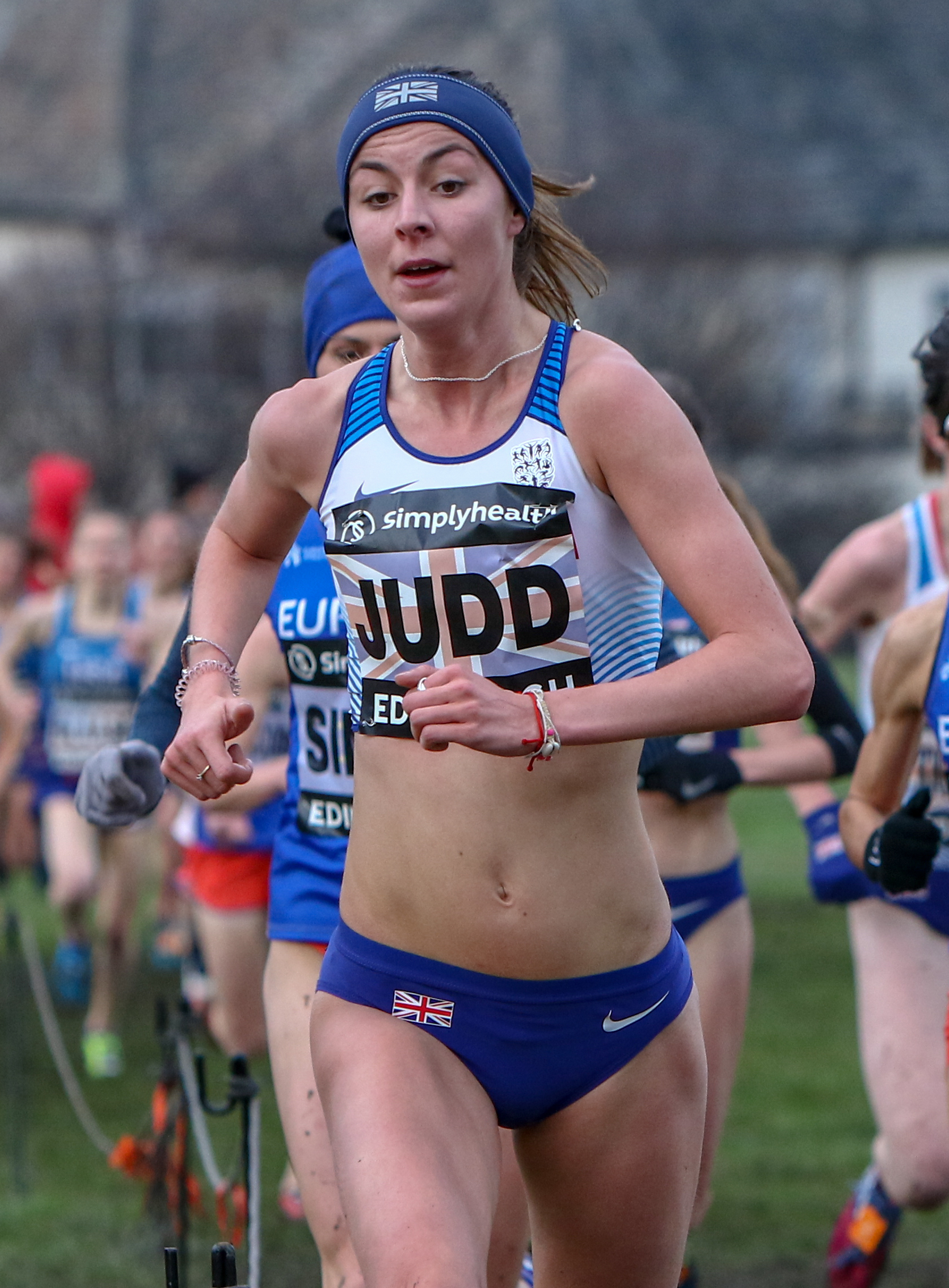
Jessica Judd – ausgeschieden als Fünfte in 2:01,48 min

15. August 2013, 10:03 Uhr
| Platz | Name              | Nation              | Zeit (min)                                         |
| ----- | ----------------- | ------------------- | -------------------------------------------------- |
| 1     | Alysia Montaño    | USA                 | 1:59,47                                            |
| 2     | Natalija Lupu     | Ukraine             | 1:59,59                                            |
| 3     | Halima Hachlaf    | Marokko             | 2:00,04                                            |
| 4     | Angela Smit       | Neuseeland          | 2:00,60 eigentlich für das Halbfinale qualifiziert |
| 5     | Jessica Judd      | Großbritannien      | 2:01,48                                            |
| 6     | Wang Chunyu       | Volksrepublik China | 2:02,05                                            |
| 7     | Roseanne Galligan | Irland              | 2:02,05                                            |
| 8     | Marina Pospelowa  | Russland            | 2:03,42                                            |

### Vorlauf 3

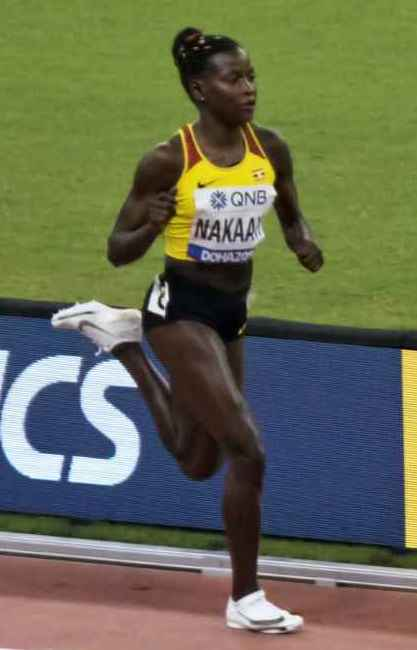
Natoya Goule – ausgeschieden als Sechste in 2:00,93 min
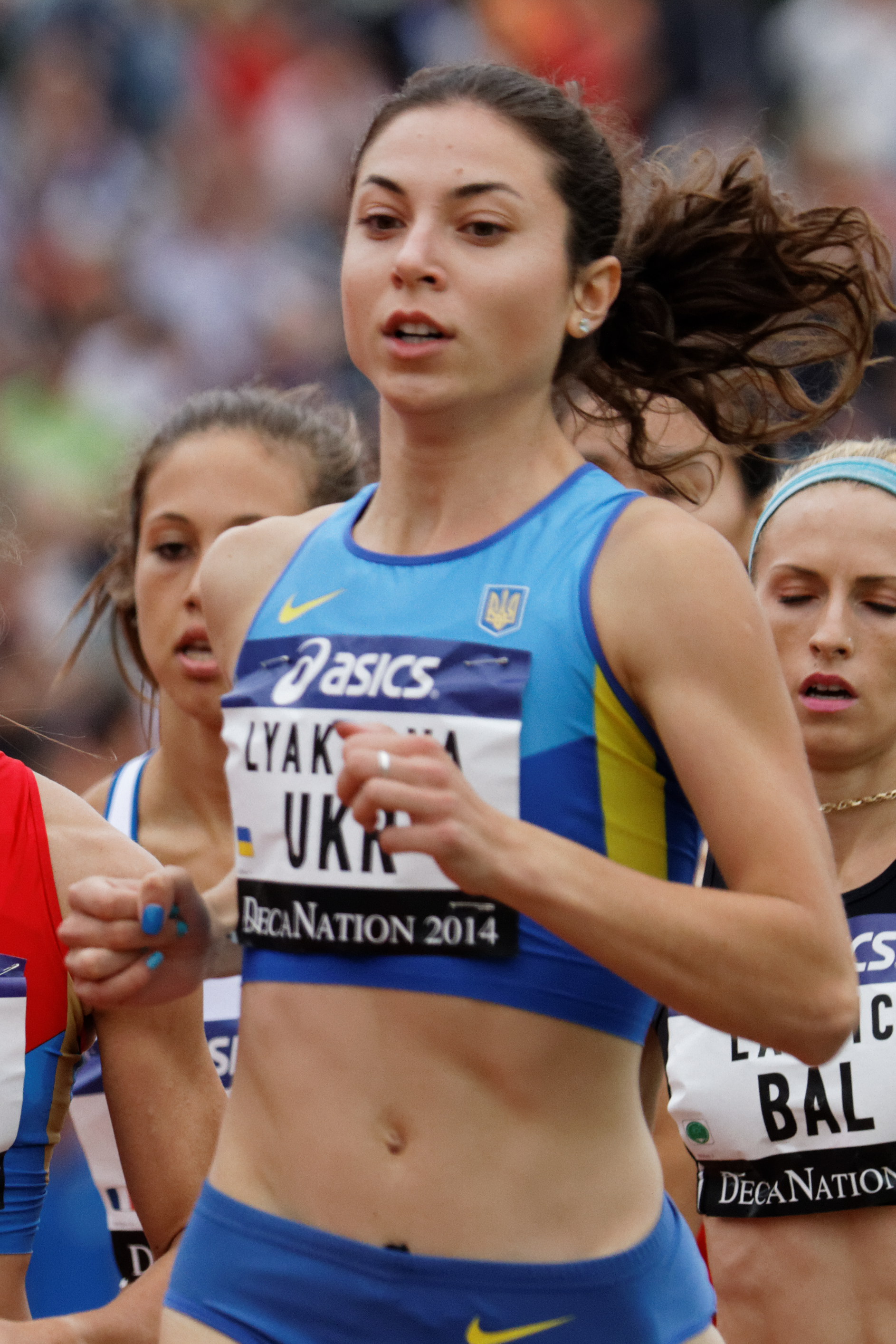
Olha Ljachowa – ausgeschieden als Siebte in 2:00,98 min

15. August 2013, 10:11 Uhr
| Platz | Name                  | Nation                       | Zeit (min) |
| ----- | --------------------- | ---------------------------- | ---------- |
| 1     | Malika Akkaoui        | Marokko                      | 1:59,63    |
| 2     | Jekaterina Poistogowa | Russland                     | 1:59,90    |
| 3     | Ajeé Wilson           | USA                          | 2:00,00    |
| 4     | Rose Mary Almanza     | Kuba                         | 2:00,27    |
| 5     | Lenka Masná           | Tschechien                   | 2:00,31    |
| 6     | Natoya Goule          | Jamaika                      | 2:00,93    |
| 7     | Olha Ljachowa         | Ukraine                      | 2:00,98    |
| 8     | Elisabeth Mandaba     | Zentralafrikanische Republik | 2:14,35    |

### Vorlauf 4
15. August 2013, 10:19 Uhr
| Platz | Name                 | Nation         | Zeit (min) |
| ----- | -------------------- | -------------- | ---------- |
| 1     | Eunice Jepkoech Sum  | Kenia          | 2:00,49    |
| 2     | Jelena Kotulskaja    | Russland       | 2:00,50    |
| 3     | Laura Muir           | Großbritannien | 2:00,80    |
| 4     | Fantu Magiso         | Äthiopien      | 2:01,11    |
| 5     | Kelly Hetherington   | Australien     | 2:01,57    |
| 6     | Melissa Bishop       | Kanada         | 2:01,91    |
| 7     | Margarita Mukaschewa | Kasachstan     | 2:02,06    |
| 8     | Mirela Lavric        | Rumänien       | 2:10,37    |

Im vierten Vorlauf ausgeschiedene Läuferinnen:

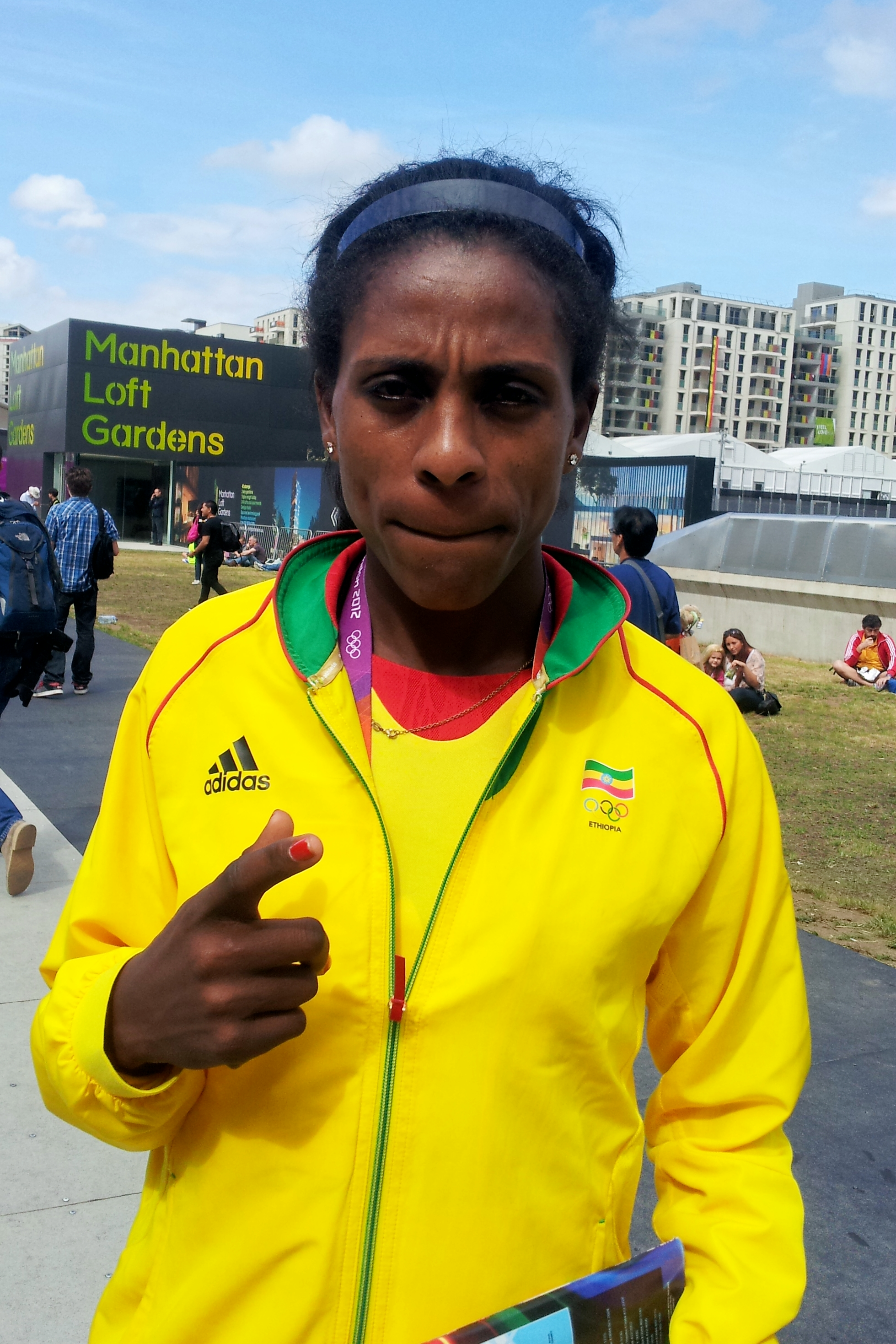
Fantu Magiso Rang vier in 2:01,11 min
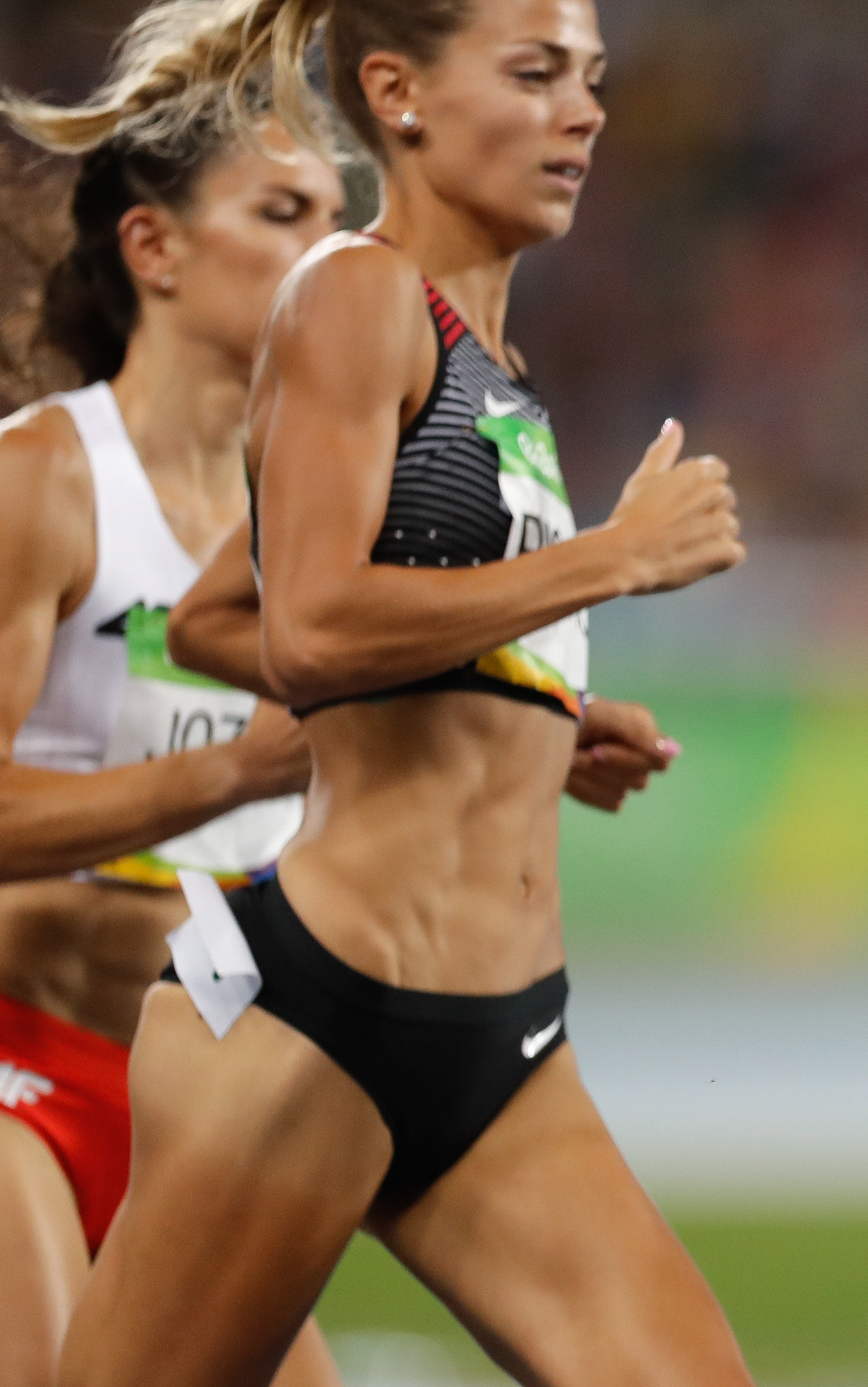
Melissa Bishop Rang sechs in 2:01,91 min
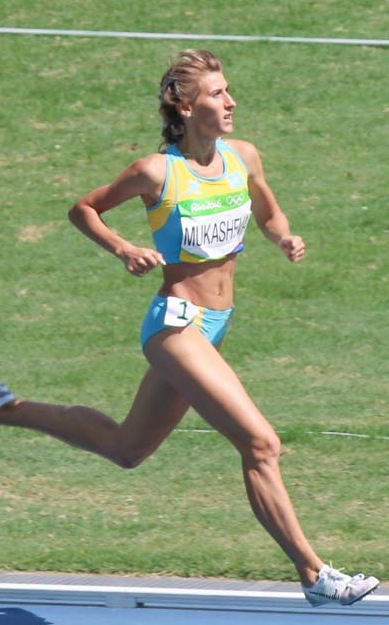
Margarita Mukaschewa Rang sieben in 2:02,06 min
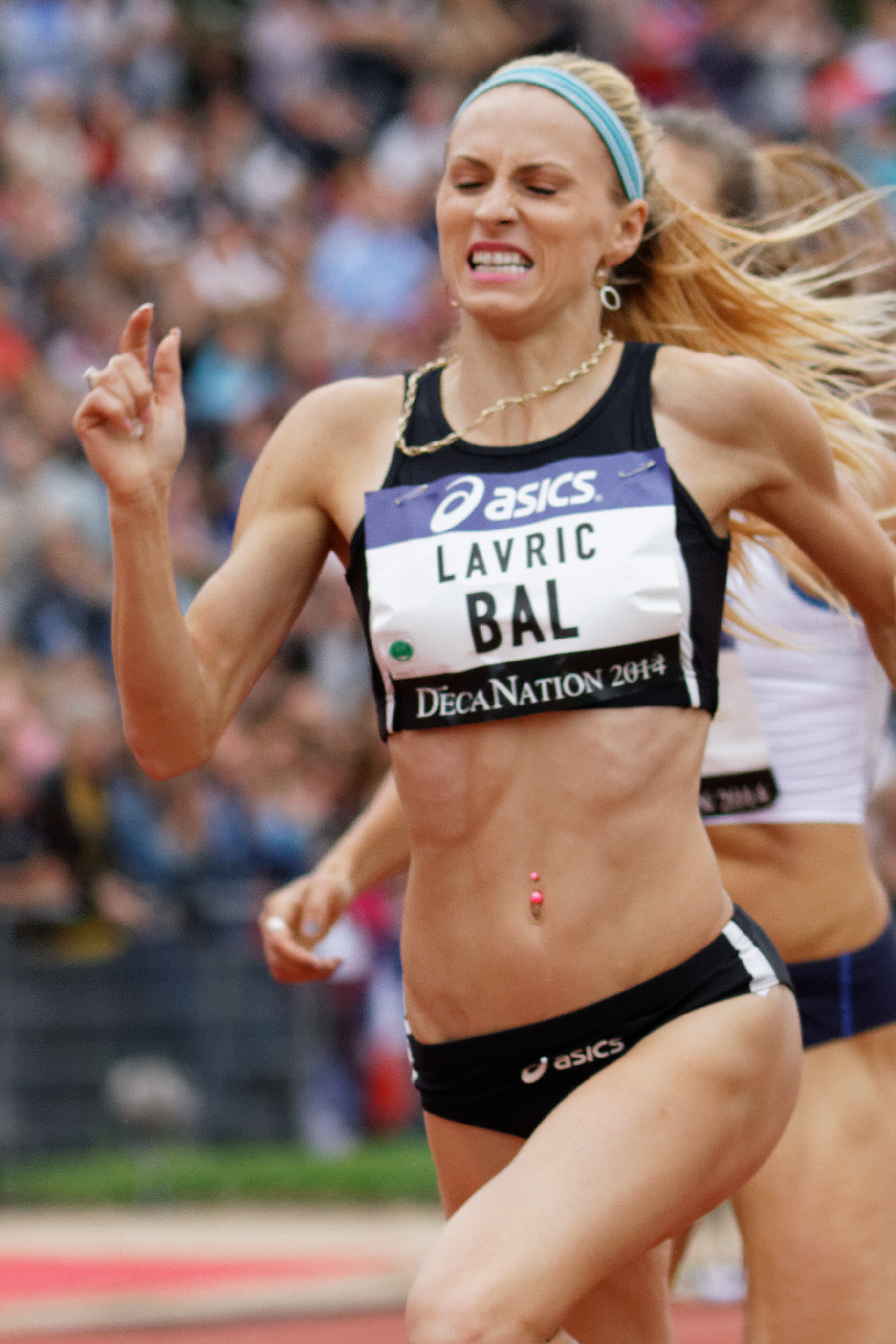
Mirela Lavric Rang acht in 2:10,37 min

## Halbfinale
In den beiden Halbfinalläufen qualifizierten sich die jeweils ersten drei Athletinnen – hellblau unterlegt – sowie die darüber hinaus zwei zeitschnellsten Läuferinnen – hellgrün unterlegt – für das Finale.

### Halbfinallauf 1

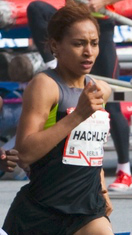
Halima Hachlaf – ausgeschieden als Sechste in 2:00,55 min
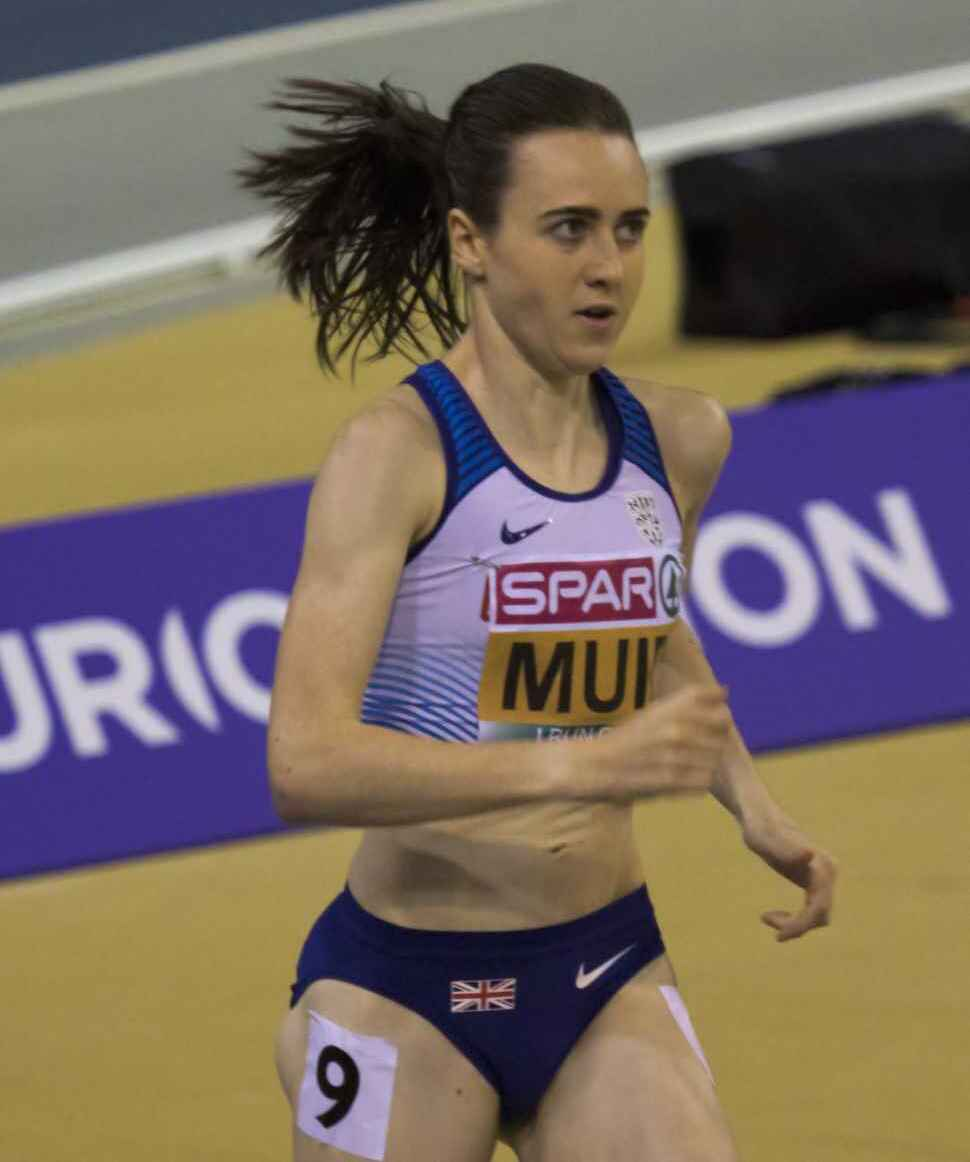
Laura Muir – ausgeschieden als Siebte in 2:00,83 min
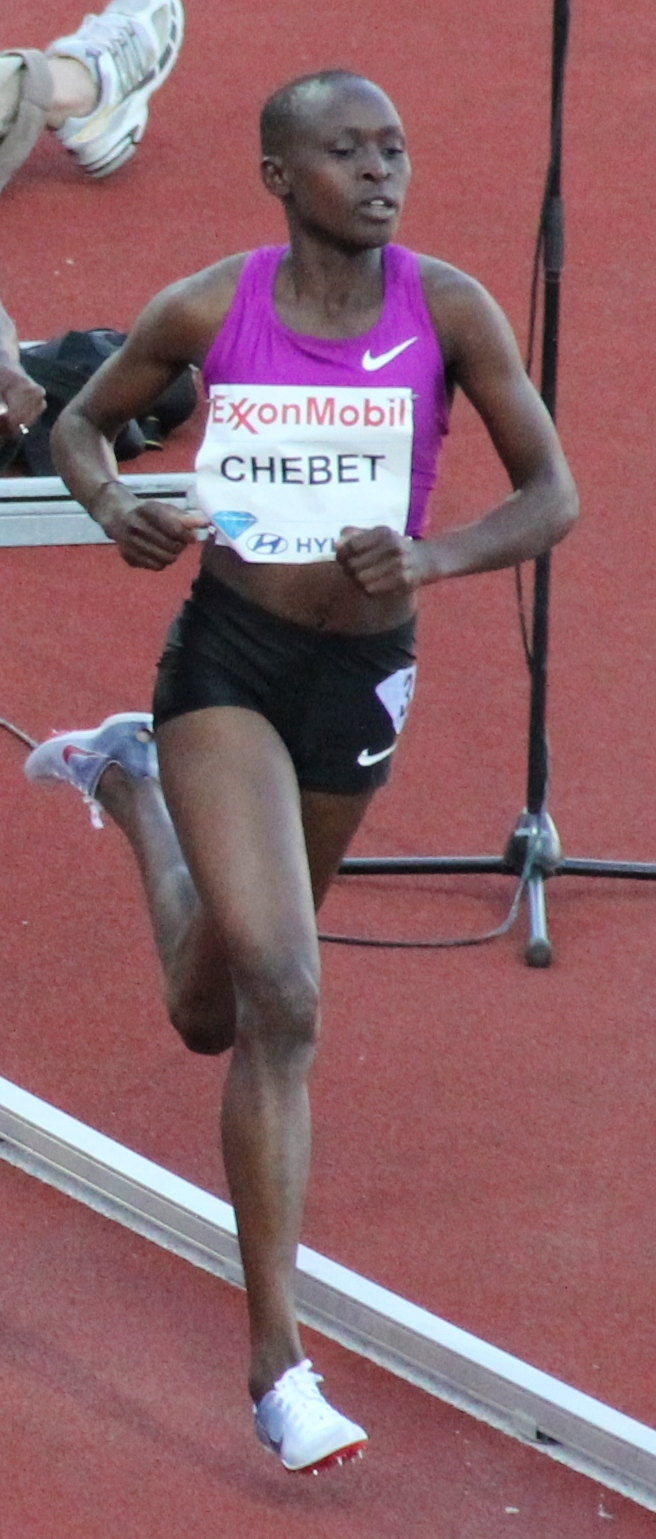
Winny Chebet – ausgeschieden als Achte in 2:01,04 min

16. August 2013, 20:23 Uhr
| Platz | Name                  | Nation         | Zeit (min) |
| ----- | --------------------- | -------------- | ---------- |
| 1     | Alysia Montaño        | USA            | 1:58,92    |
| 2     | Brenda Martinez       | USA            | 1:59,03    |
| 3     | Natalija Lupu         | Ukraine        | 1:59,43    |
| 4     | Jekaterina Poistogowa | Russland       | 1:59,48    |
| 5     | Lenka Masná           | Tschechien     | 1:59,56    |
| 6     | Halima Hachlaf        | Marokko        | 2:00,55    |
| 7     | Laura Muir            | Großbritannien | 2:00,83    |
| 8     | Winny Chebet          | Kenia          | 2:01,04    |

### Halbfinallauf 2
16. August 2013, 20:23 Uhr
| Platz | Name                | Nation         | Zeit (min)                                     |
| ----- | ------------------- | -------------- | ---------------------------------------------- |
| 1     | Eunice Jepkoech Sum | Kenia          | 2:00,70                                        |
| 2     | Ajeé Wilson         | USA            | 2:00,90                                        |
| 3     | Rose Mary Almanza   | Kuba           | 2:00,98 eigentlich für das Finale qualifiziert |
| 4     | Maryna Arsamassawa  | Belarus        | 2:01,19                                        |
| 5     | Jelena Kotulskaja   | Russland       | 2:01,75                                        |
| 6     | Marilyn Okoro       | Großbritannien | 2:02,26                                        |
| 7     | Malika Akkaoui      | Marokko        | 2:02,29                                        |
| DOP   | Marija Sawinowa     | Russland       | 2:00,73 für das Finale zugelassen              |

Im zweiten Halbfinale ausgeschiedene Läuferinnen:

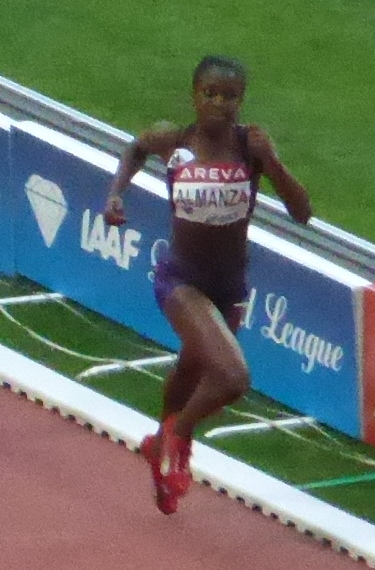
Rose Mary Almanza wurde durch eine gedopte Läuferin an der Finalteilnahme gehindert
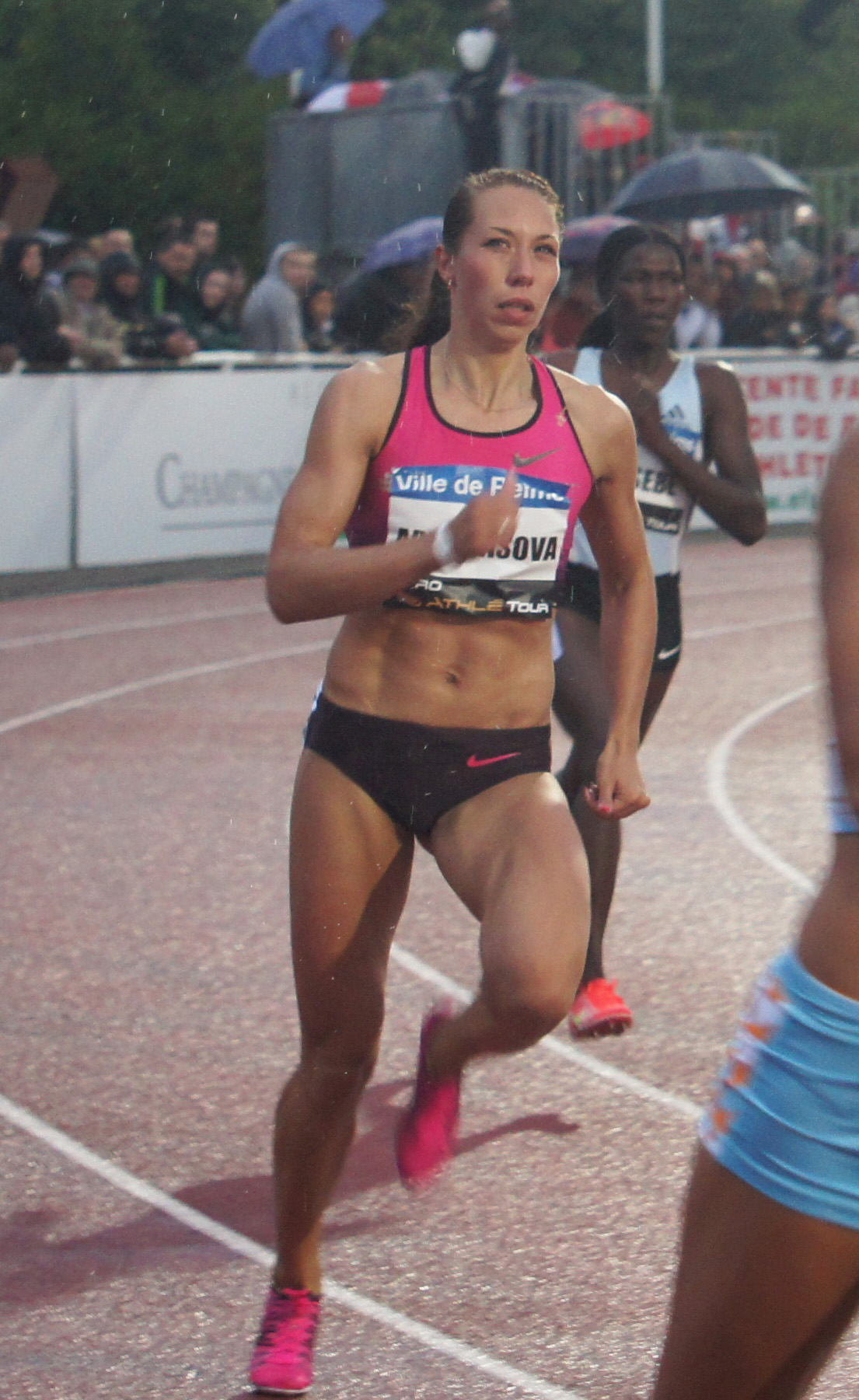
Maryna Arsamassawa Rang vier in 2:01,19 min
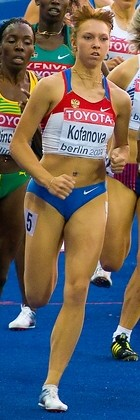
Jelena Kotulskaja, frühere Jelena Kofanowa – Rang fünf in 2:01,75 min
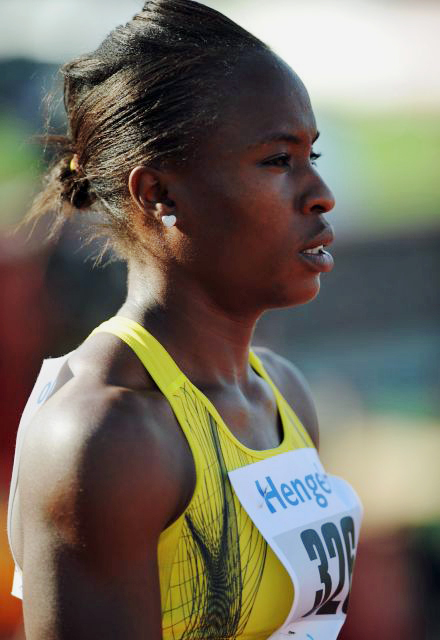
Marilyn Okoro Rang sechs in 2:02,26 min
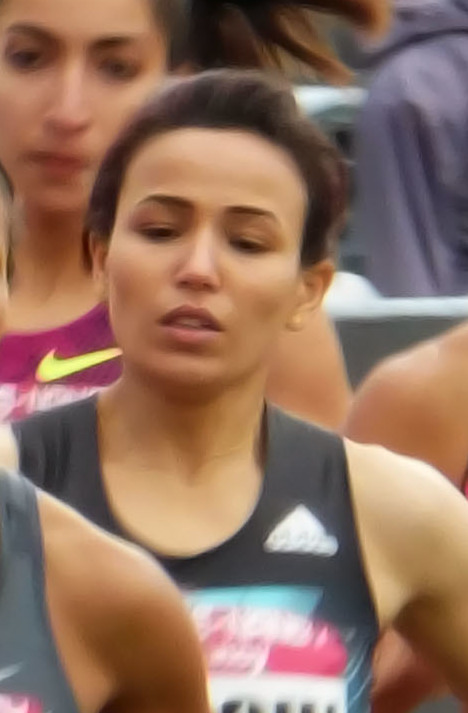
Malika Akkaoui Rang sieben in 2:02,29 min

## Finale

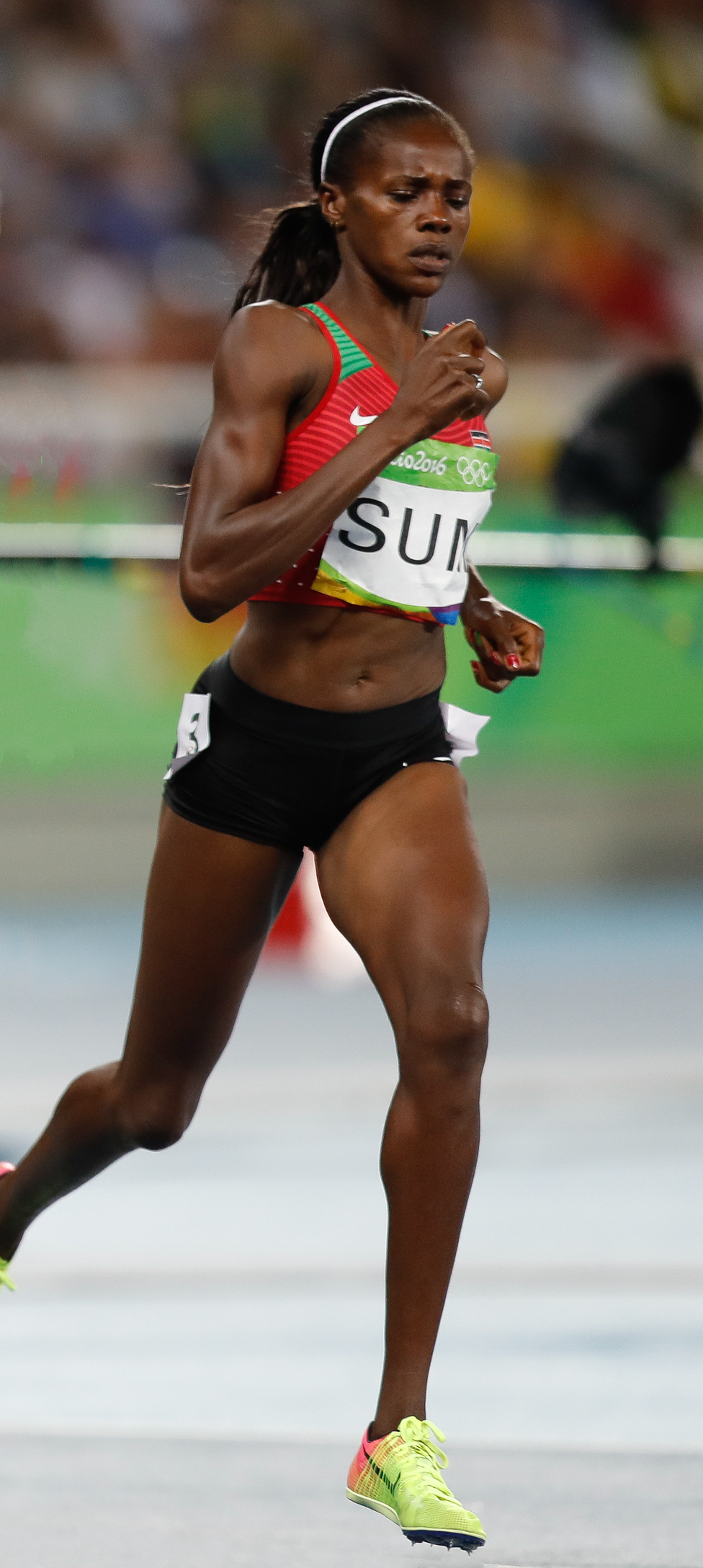
Weltmeisterin Eunice Jepkoech Sum

18. August 2013, 17:50 Uhr
| Platz | Name                  | Nation     | Zeit (min) |
| ----- | --------------------- | ---------- | ---------- |
| 1     | Eunice Jepkoech Sum   | Kenia      | 1:57,38    |
| 2     | Brenda Martinez       | USA        | 1:57,91    |
| 3     | Alysia Montaño        | USA        | 1:57,95    |
| 4     | Jekaterina Poistogowa | Russland   | 1:58,05    |
| 5     | Ajeé Wilson           | USA        | 1:58,21    |
| 6     | Natalija Lupu         | Ukraine    | 1:58,79    |
| 7     | Lenka Masná           | Tschechien | 2:00,59    |
| DOP   | Marija Sawinowa       | Russland   | 1:57,80    |

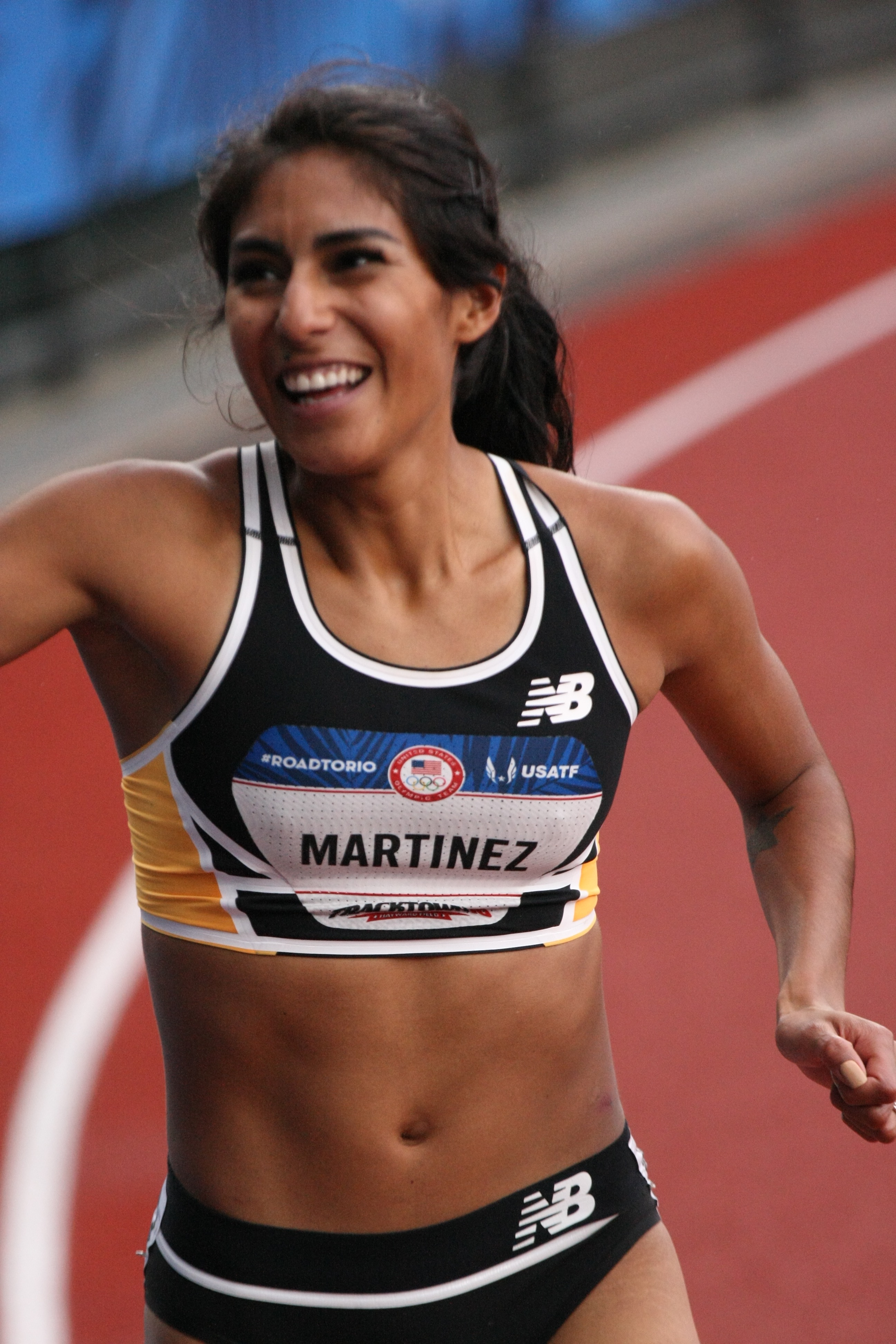
Vizeweltmeisterin Brenda Martinez
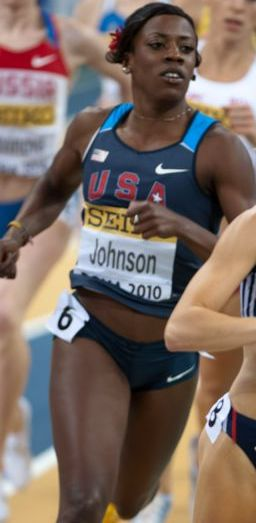
Alysia Montaño – zum zweiten Mal zunächst um Bronze betrogene Vierte, erst viele Jahre später nach Disqualifikation der verursachenden Dopingsünderin aufgerückt
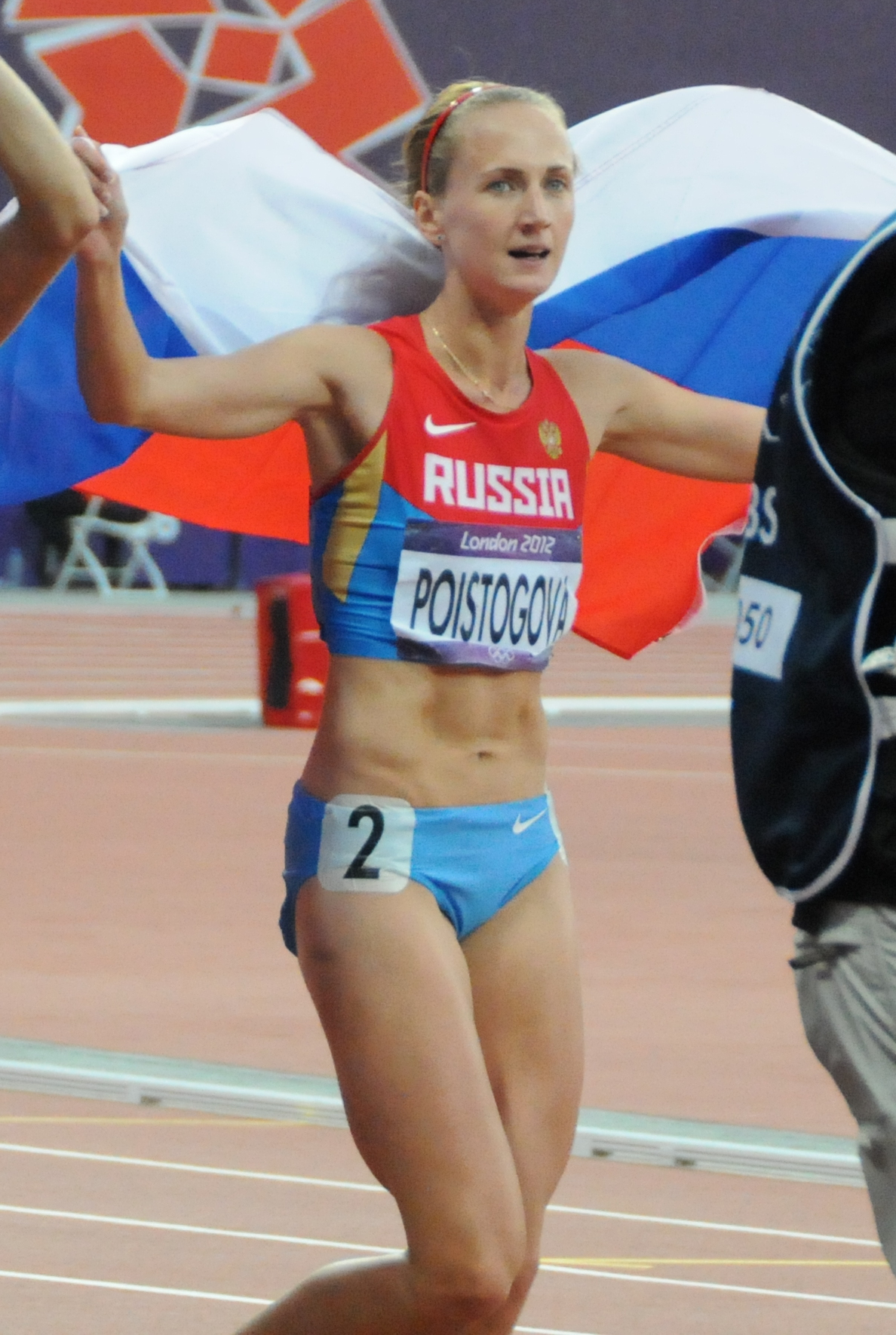
Die Olympiazweite von 2012 Jekaterina Poistogowa kam hier auf den vierten Platz
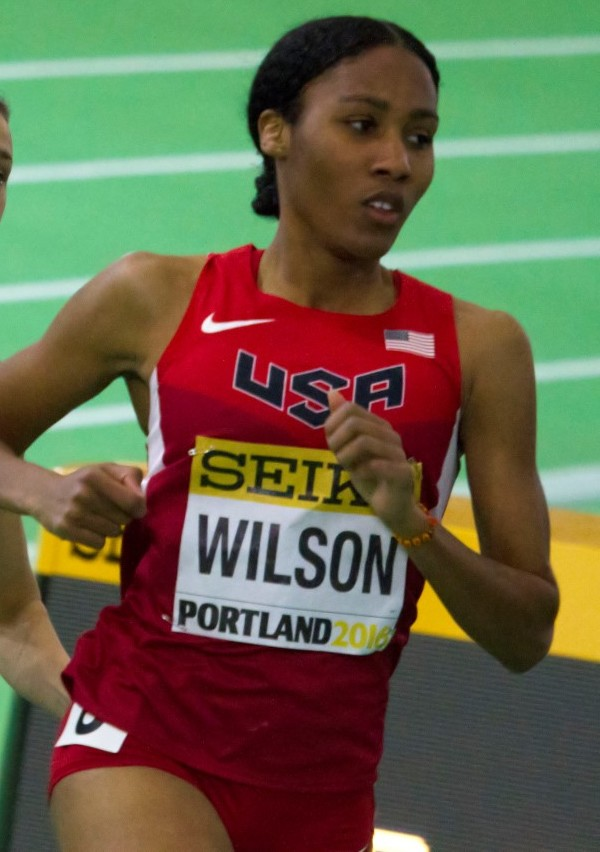
Rang fünf für Ajeé Wilson
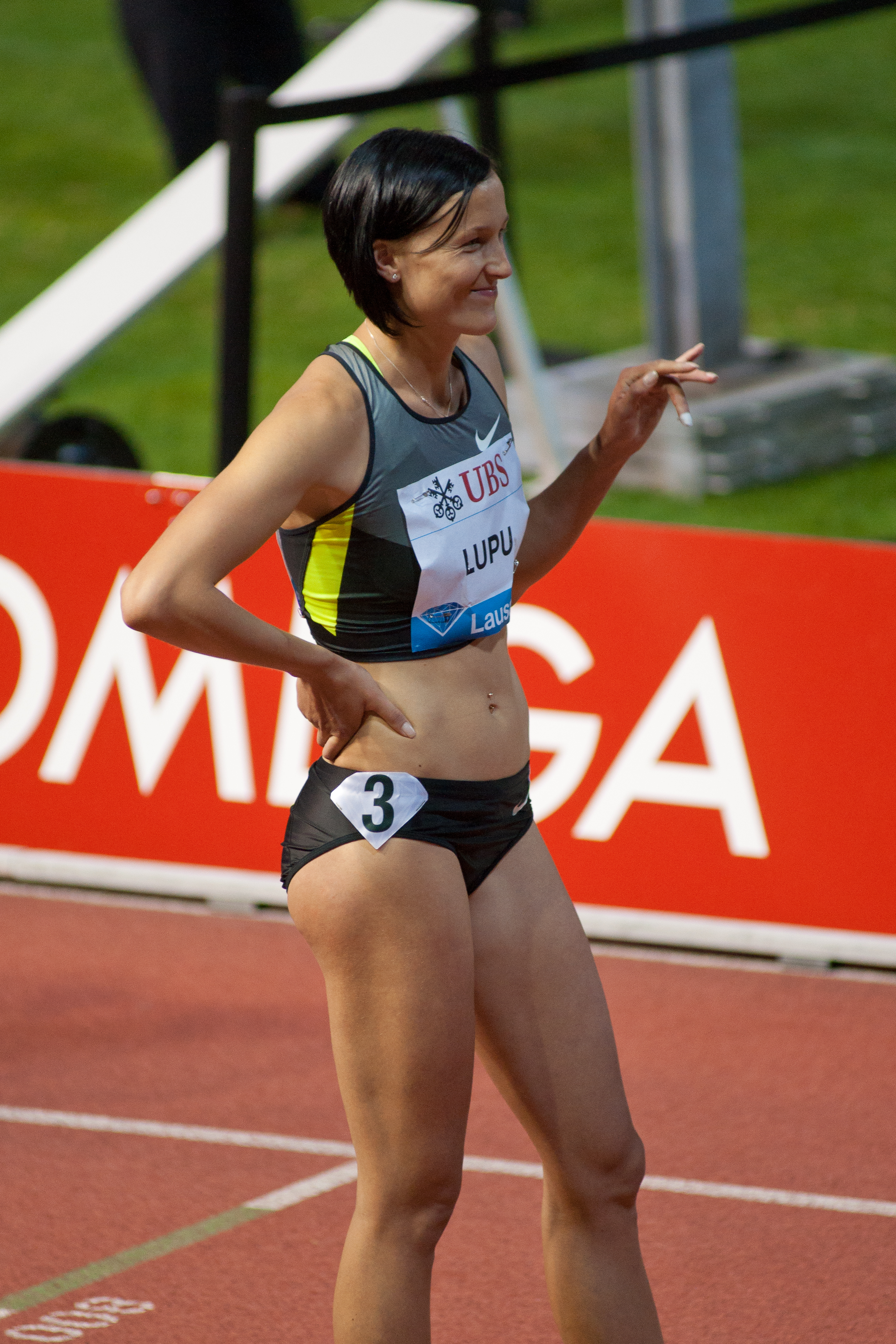
Natalija Lupu erreichte Platz sechs
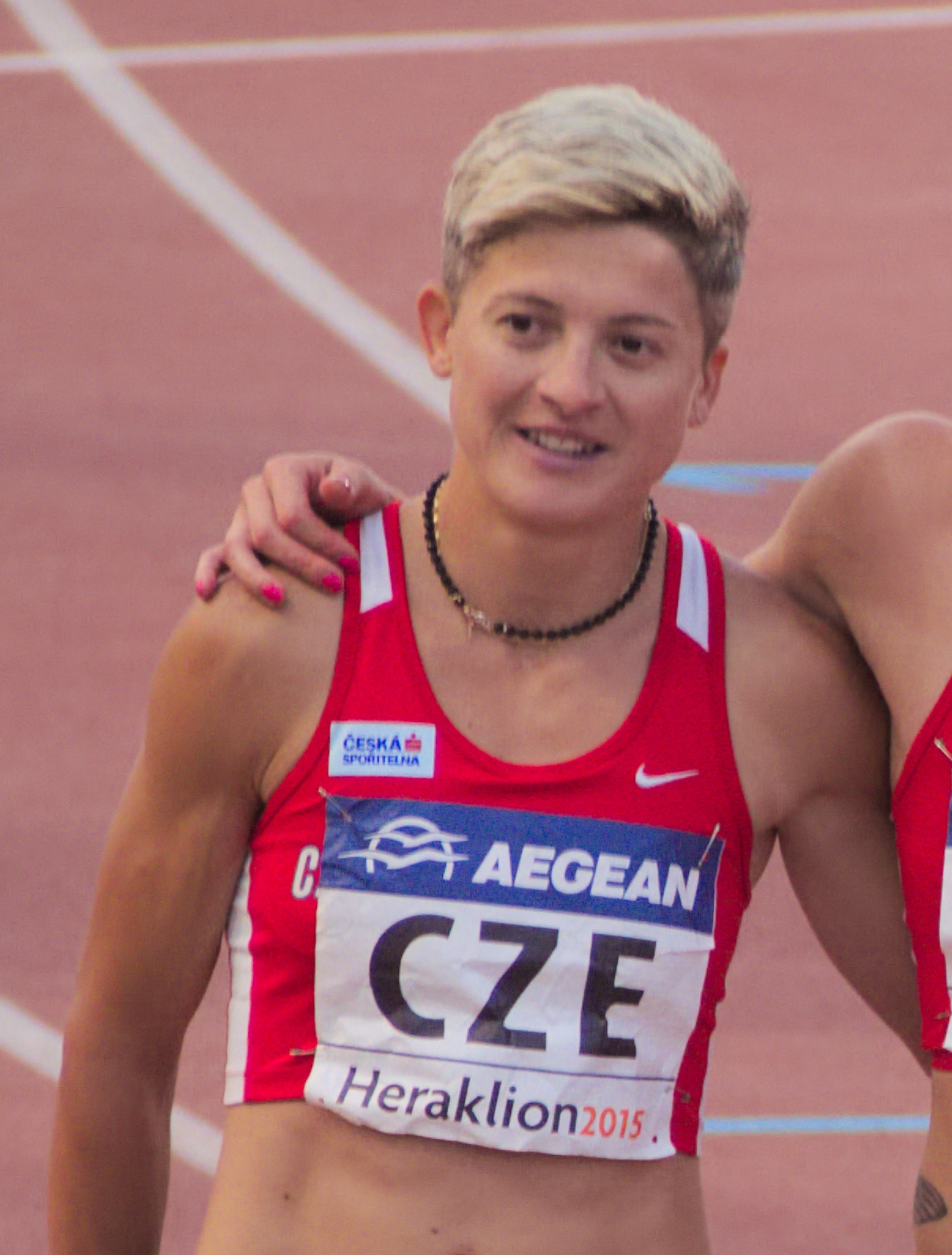
Die siebtplatzierte Lenka Masná
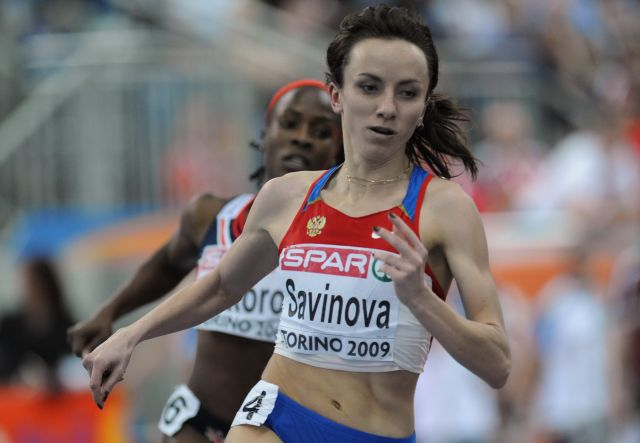
Marija Sawinowa wurde als Dopingbetrügerin disqualifiziert und gesperrt

## Video
- Moscow 800M - Women - Final - IAAF World Championships, youtube.com, abgerufen am 1. Februar 2021